# Carmenta texana
Carmenta texana (tên tiếng Anh: Texana Clearwing Moth) là một loài bướm đêm thuộc họ Sesiidae. Nó được miêu tả bởi Edwards năm 1881, và được tìm thấy ở Texas và Florida, U.S.A.
Sải cánh dài khoảng 22 mm.